# Stenophragma longifurcata
Stenophragma longifurcata är en tvåvingeart som beskrevs av Freeman 1951. Stenophragma longifurcata ingår i släktet Stenophragma och familjen svampmyggor. Inga underarter finns listade i Catalogue of Life.